# Усадебный дом (Хлебопекарная улица)
Дом Г. К. Остапенко или Усадебный дом — памятник архитектуры местного значения и истории вновь выявленный в Чернигове. Сейчас в здании размещается  Черниговское областное объединение Всеукраинского общества «Просвита» имени Тараса Шевченко.

## История
Решением исполкома Черниговского областного совета народных депутатов от 26.03.1984 № 118 присвоен статус памятник архитектуры местного значения с охранным № 5-Чг под названием Усадебный дом.
Здание имеет собственную «территорию памятника» и расположено в «комплексной охранной зоне памятников исторического центра города», согласно правилам застройки и использования территории. На здании не установлена информационная доска.
Приказом Главного управления культуры туризма и охраны культурного наследия Черниговской областной государственной администрации от 24.10.2011 № 217 присвоен статус памятник истории вновь выявленный под охранным № под названием Дом участника обороны Порт-Артура полковника Остапенко Г. К..

## Описание
В 1906 году был построен комплекс сооружений на Хлебопекарной улице на средства участника обороны Порт-Артура полковника Григория Кузьмича Остапенко. Комплекс состоит трёх сооружений: двух боковых одноэтажных деревянных домов и среднего дома.
Средний дом — кирпичный, 2-этажный, прямоугольный в плане. Дом является примером архитектуры модерна (эклектики). Фасад направлен на север — к Хлебопекарной улице. Симметричный: с двумя боковыми ризалитами, увенчанными декоративными фронтонами. В тимпанах фронтонов расположены декор растительного характера, завершающийся надписями — дата строительства «1906» и инициалы собственника «Г. К.». Своеобразия придаёт сочетание кирпичного строительства с цементными декоративными деталями растительного характера. С западной стороны имеет Г-образный в плане объём. Между двумя ризалитами на втором этаже окно с дверью, которая выходит на балкон.
В довоенные годы использовался как жилищно-гостиничный фонд компартии, во время Великой Отечественной войны — гостиница немецко-фашистских оккупантов. В послевоенные годы служил как жилищно-гостиничный фонд, также здесь был музей истории молодежных движений Черниговщины. До открытия в 1988 году нового здания (на улице Пушкина) Отдела регистрации актов гражданского состояния, здесь располагалось данное учреждение. С 1994 года в здании размещается Черниговское областное объединение Всеукраинского общества «Просвита» имени Тараса Шевченко.